# حوزه انتخابیه ابهر و خرمدره
حوزهٔ انتخابیه ابهر، خرمدره و سلطانیه یکی از ۴ حوزه استان زنجان برای انتخابات مجلس شورای اسلامی است. این حوزه به مرکزیت ابهر ۱ نماینده دارد.
منصور علیمردانی در دوازدهمین انتخابات مجلس شورای  اسلامی با ۲۳،۸۶۴ رای راهی بهارستان شد و نماینده کنونی شهرستان های ابهر، خرم دره و سلطانیه می باشد.

## نمایندگان ادوار
دوره اول : فرج‌الله واعظی
دوره دوم : سید حسن موسوی‌پور
دوره سوم : مصطفی مرسلی
دوره چهارم : سید فاضل امیرجهانی
دوره پنجم : احمد مهدوی ابهری
دوره ششم : سید فاضل امیرجهانی
دوره هفتم : احمد مهدوی ابهری
دوره هشتم : احمد مهدوی ابهری
دوره نهم : محمدرضا خان‌محمدی خرمی
دوره دهم : محمد عزیزی
دوره یازدهم : حسن شجاعی علی‌آبادی

## پی‌نوشت و منبع
- «جدول حوزه‌های انتخابیه در انتخابات دهمین دورهٔ مجلس شورای اسلامی» (PDF). مرکز پژوهش و سنجش افکار صدا و سیما. بایگانی‌شده از اصلی (PDF) در ۵ اكتبر ۲۰۱۸. دریافت‌شده در ۲۶ ژوئن ۲۰۱۶. تاریخ وارد شده در |archive-date= را بررسی کنید (کمک)

نتایج انتخابات مجلس یازدهم